# Echinopora taylorae
Espèce
Synonymes
- Echinophyllia taylorae Veron, 2000

Echinopora taylorae est une espèce de coraux appartenant à la famille des Merulinidae ou la famille Faviidae.